# Ebsdorfergrund
Ebsdorfergrund è un comune tedesco di 9 033 abitanti situato nel land dell'Assia.
Il comune è costituito da diverse località: Beltershausen-Frauenberg, Dreihausen, Ebsdorf, Hachborn, Heskem con Mölln, Ilschhausen, Leidenhofen, Rauischholzhausen, Roßberg, Wermertshausen, Wittelsberg.